# Chùa Phước Hưng

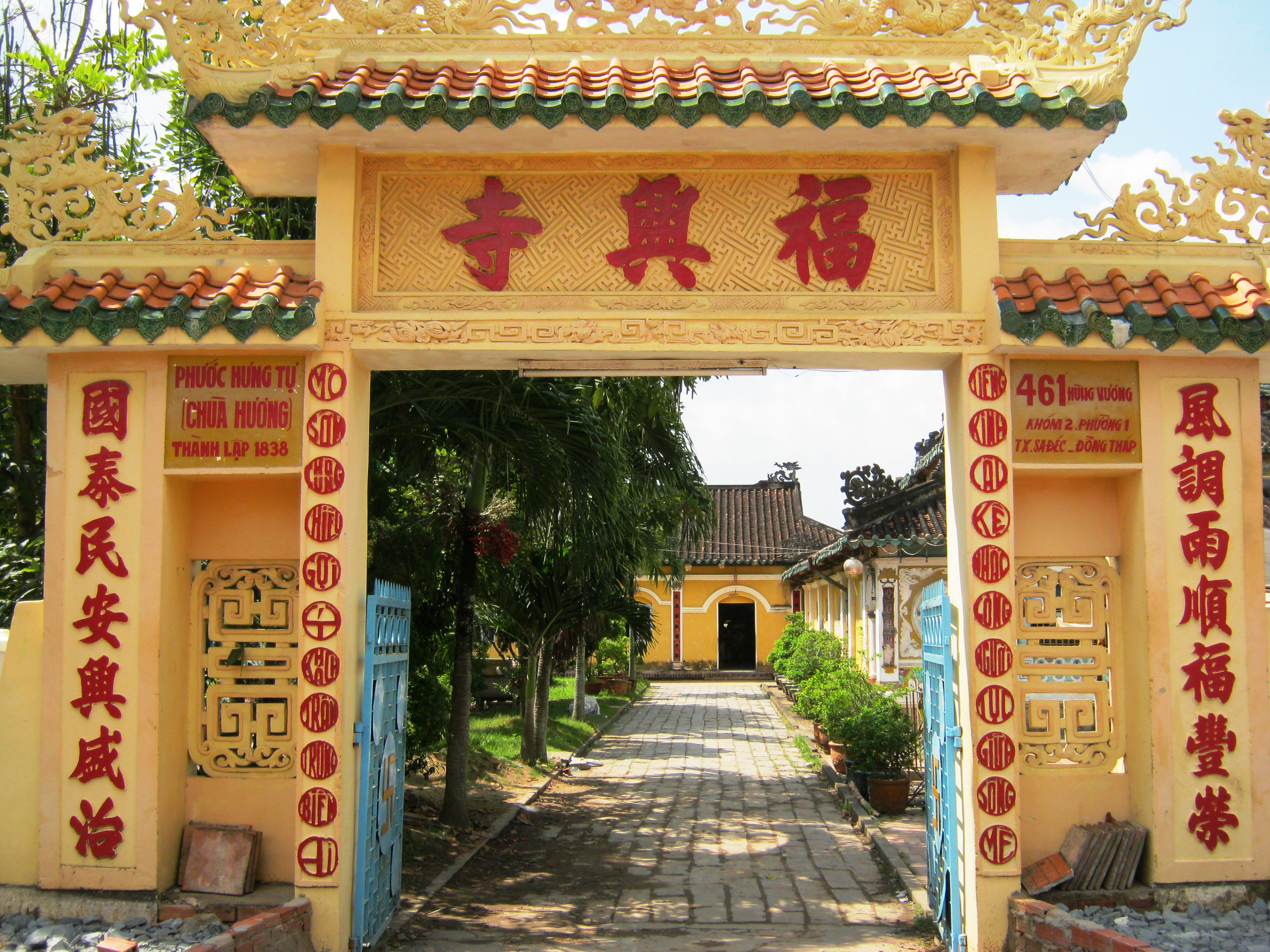
Cổng chùa Phước Hưng

Phước Hưng Tự (còn gọi là chùa Hương) là một cổ tự, hiện tọa lạc tại số 461 đường Hùng Vương, phường 1, thành phố Sa Đéc, tỉnh Đồng Tháp, Việt Nam.

## Kiến trúc, thờ phụng

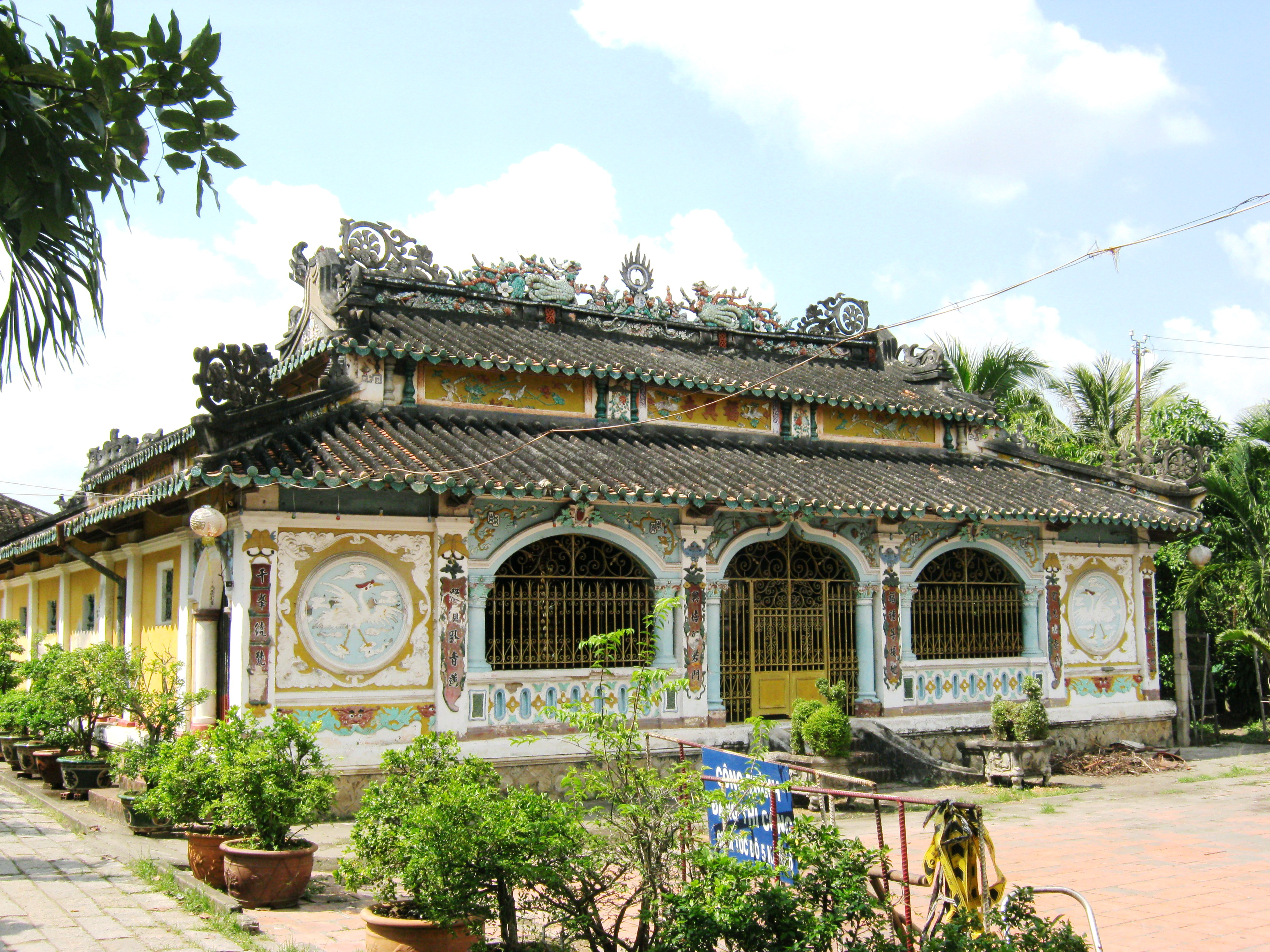
Chùa Phước Hưng